# ヘウム県

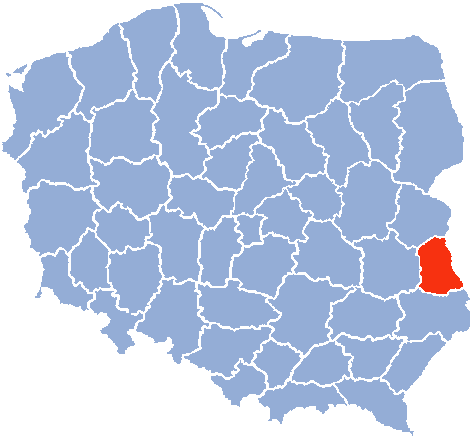
ヘウム県

へウム県（へウムけん、ポーランド語: województwo chełmskie）は、1975年から1998年まで存在したポーランドの県（行政区画・地方行政単位）である。1999年1月1日の地方行政区画の改正にともないルブリン県になった。県都はヘウム。

## 主要都市（人口は1995年時点）
- ヘウム（69,100人）
- クラスニスタフ（英語版）（20,600人）